# Induismo in Italia

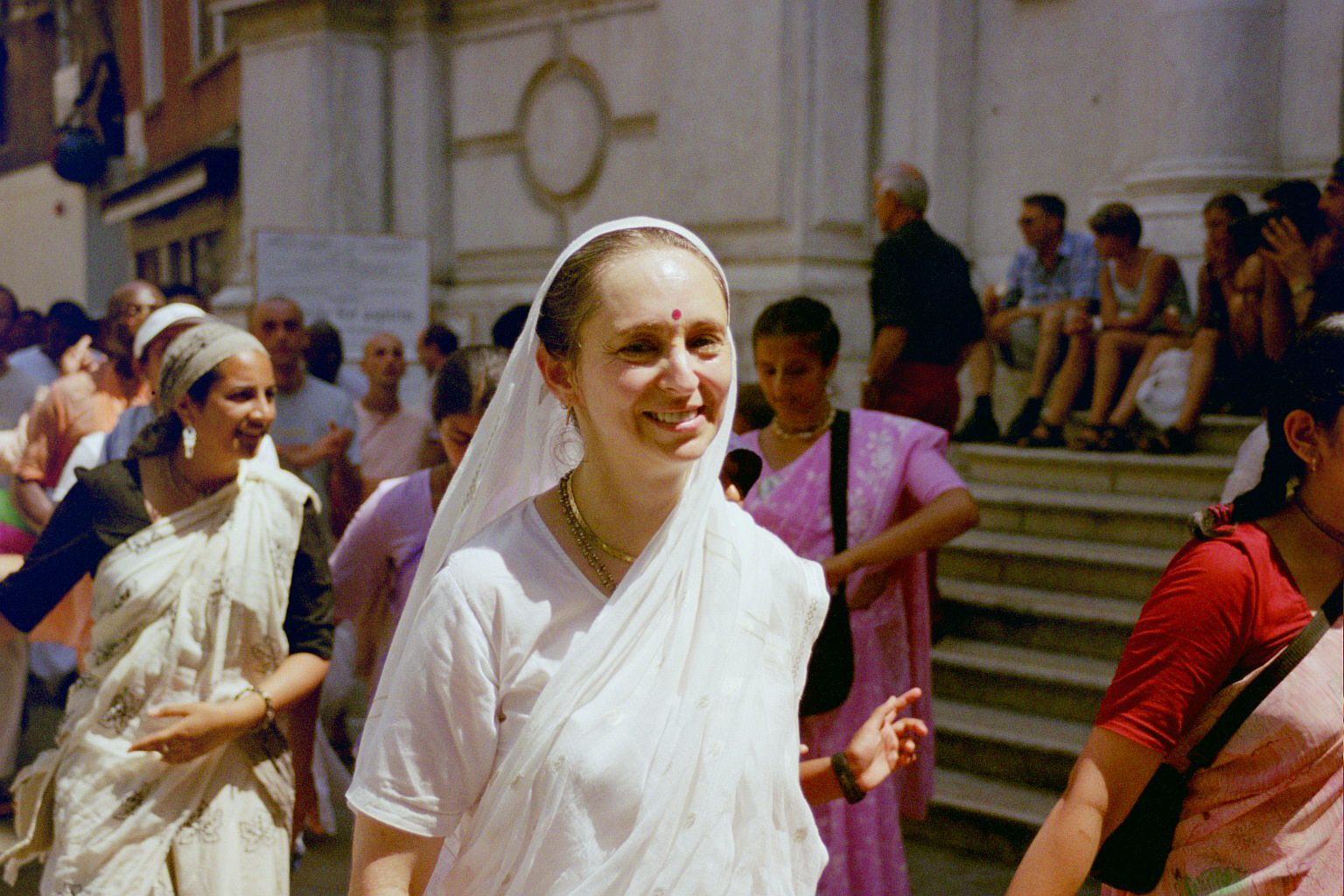
Fedeli Hare Krishna a Venezia

L'induismo in Italia è presente a partire dal XX secolo a seguito soprattutto di immigrazione dal subcontinente indiano.
Gli induisti in Italia sono circa 177 200 (0,3% della popolazione residente), di cui 30.392 sono cittadini italiani (0,1% della popolazione italiana) e 146.800 stranieri residenti (2,9% della popolazione straniera residente), e sono riuniti nell'Unione induista italiana, riconosciuta dall'Italia come confessione religiosa.
Altresì presente in Italia è il movimento Hare Krishna.

## Riconoscimento in Italia
L'Unione induita italiana ha firmato un'intesa con il governo italiano il 4 aprile 2007 e l'11 dicembre 2012, insieme al buddismo, è stato riconosciuta ufficialmente dal Parlamento italiano.
In base alla legge 246/2012 sono riconoscoiute le nomine dei ministri di culto induista vedico, puranico e agamico, l'esercizio   del culto, l'organizzazione della confessione e gli atti in materia spirituale e disciplinare. È altresì riconosciuta la festività indù Dipavali (festa delle luci) che rappresenta, tra le feste dedicate alle diverse divinità e seguite dalle relative tradizioni, la vittoria della luce sull'oscurità e che viene celebrata il giorno di luna nuova (Amavasja) tra la seconda metà del mese di ottobre e la prima metà del mese di novembre.

## Unione induista italiana - Sanatana Dharma Samgha
L’Unione Induista Italiana – Sanatana Dharma Samgha – è un ente religioso istituito per promuovere la tutela, il coordinamento, la pratica e lo studio della cultura e della spiritualità induista. È stata ufficialmente riconosciuta dallo Stato italiano come Confessione religiosa attraverso un Decreto del Presidente della Repubblica.
Dopo un lungo percorso legislativo, l’11 dicembre 2012 il Parlamento italiano ha ratificato l’Intesa con l’Unione Induista Italiana. Come stabilito nella legge di Intesa, la festività del Dipavali (o Diwali), conosciuta come Festa della Luce, è riconosciuta ufficialmente come ricorrenza religiosa in Italia.
Inoltre, grazie all’Intesa, è possibile destinare all’Unione Induista Italiana una quota dell’8x1000 dell’IRPEF.

## Edifici di culto in Italia

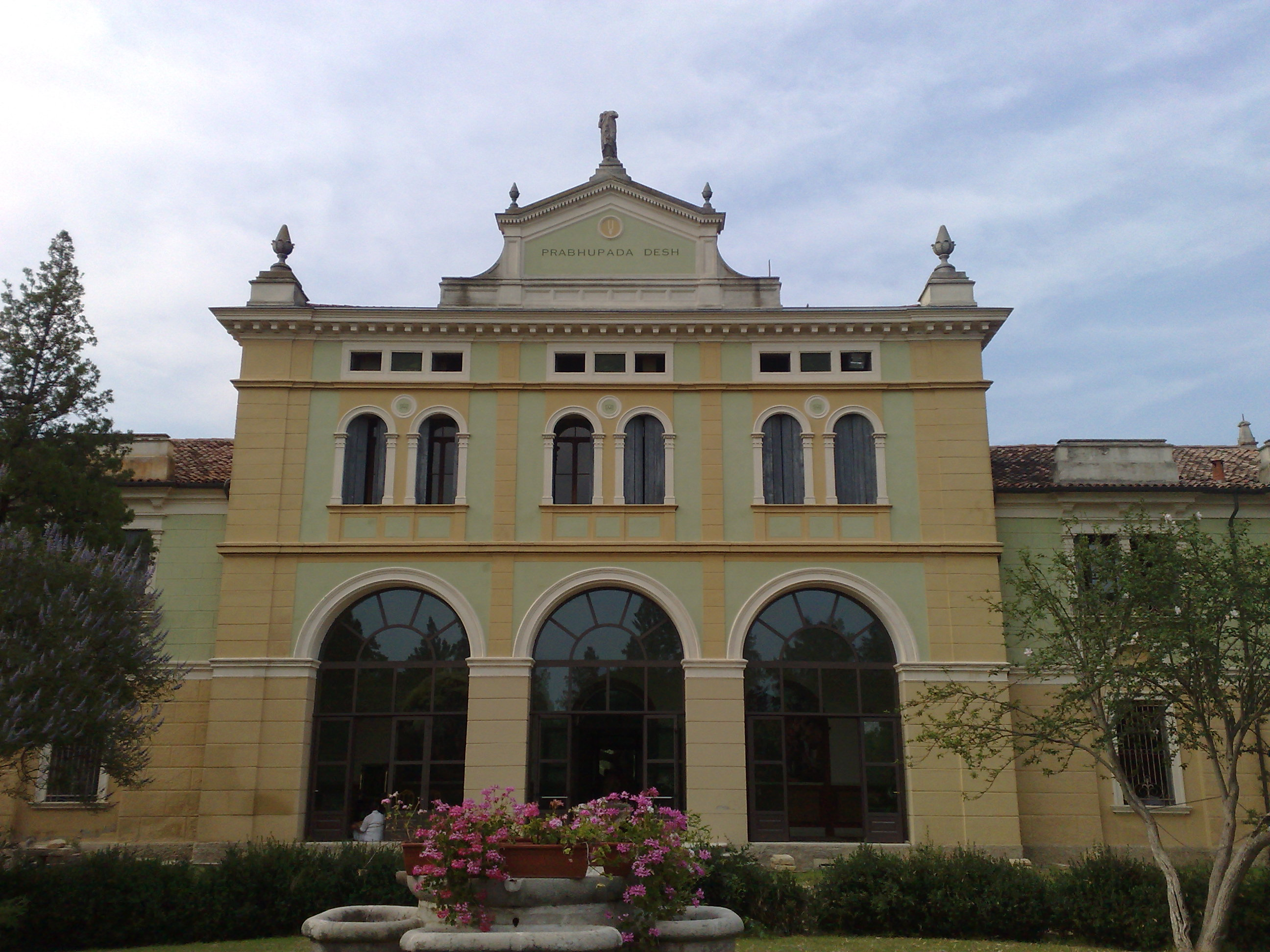
Mandir Hare Krishna di Albettone (Vicenza)

In Italia è presente uno dei tre monasteri indù in Europa: il monastero Matha Gitananda Ashram si trova in località Pellegrino nel comune di Altare, in provincia di Savona.
Mandir (templi) ed ashram del movimento Hare Krishna sono presenti a San Casciano in Val di Pesa, Chignolo d'Isola e nel comune di Albettone. Altri centri di culto sono presenti a Milano, Roma, Bologna, Terni, Genova, Torino

### Induismo tradizionale
Sono presenti in Italia alcuni mandir (templi), tra i quali Shri Hari Om di Pegognaga, afferenti a varie darśana (scuole teologiche). Inoltre, ad Altare (SV) si trova il monastero induista tradizionale Swaami Gitananda Ashrama Marici, che comprende diversi templi, tra i quali il grande Śrī Lalitā Maha Tripurasundarī.

### Movimenti neoinduisti
In Italia sono presenti diversi movimenti neoinduisti, tra i quali il principale è quello Hare Krishna, presente con nove centri.
Nel paese si annoverano anche affiliati ai movimenti Self-Realization Fellowship Ananda Marga e seguaci degli insegnamenti di Sathya Sai Baba.